# Objeção (direito estadunidense)
No direito estadunidense, uma objeção é um protesto formal arguido em um corte judicial durante um julgamento para não permitir o depoimento de uma testemunha ou a apresentação de outra evidência em violação das regras de apresentação das provas ou outra norma de direito processual. Uma objeção é tipicamente levantada depois que a parte oposta faz uma pergunta à testemunha, mas antes que a testemunha possa responder, ou antes que a parte adversária apresente alguma evidência. O juiz, então, decide se a objeção é "mantida" (o juiz concorda com a objeção e desautoriza a pergunta, o testemunho ou a apresentação da evidência) ou "negada" (o juiz discorda da objeção e permite a pergunta, o testemunho ou a apresentação da evidência). Além disso, o advogado  pode "reformular" uma pergunta contestada, desde que o juiz o permita. Os advogados devem fazer uma objeção antes que haja uma resposta para a pergunta.

## Objeções em geral
Um advogado também pode levantar uma objeção contra a decisão de um juiz, para preservar o direito de apelar dessa decisão. Em certos casos, o Juízo pode realizar uma audiência pré-julgamento e tomar decisões sobre as provas para resolver questões relevantes para o julgamento, tais como a competência, ou se devem ser impostas sanções por má conduta grave das partes ou advogado. Tal como acontece com os julgamentos, uma parte ou seu advogado normalmente levanta objeções às provas apresentadas na audiência, a fim de pedir ao tribunal que desconsidere tais provas ou argumentos inadmissíveis, bem como para para que estas objeções sirvam de base para decisões interlocutórias ou decisões terminativas
Objeções também são comumente usadas em depoimentos durante uma audiência pré-processual para garantir que certo testemunho venha a ser usado como evidência em apoio ou em oposição a um pedido numa etapa seguinte do julgamento, como um pedido para uma decisão parcial do mérito. 

## Exceções
Historicamente, durante o julgamento, um advogado tinha que abrir prontamente uma exceção (dizendo "I except" seguido de um motivo do ato jurídico) imediatamente após uma objeção ser considerada improcedente, para poder usá-la durante a apelação, ou então tal objeção perderia imediatamente seus efeitos. Além disso, ao final do julgamento, o advogado deveria apresentar uma "lista de exceções", por escrito, listando todas as exceções levantadas e as quais serveriam de base para a Apelação, momento em que o magistrado assinaria tal lista, nela colocando um selo, para que pudesse tomar parte da Apelação.
A lista de exceções era uma relíquia da prática inglesa inicial em que as partes apresentavam suas alegações oralmente (recitando suas alegações e fundamentos oralmente em tribunal aberto), o tribunal julgava tais alegações oralmente e o escrivão registrava todo o ocorrido numa ata. No início, os tribunais de primeira instância ingleses desenvolveram o hábito de não incluir a revisão de apelação de suas decisões, fazendo com que seus funcionários não registrassem certas decisões que invalidavam ou rejeitavam várias questões levantadas pelas partes. O Parlamento resolveu esse problema com o capítulo 31 do Estatuto de Westminster 1285, que forçou os juízes do tribunal de primeira instância a aplicar o selo do seu tribunal à lista de exceções escrita de uma das partes e, por sua vez, permitiu que a lista de exceções se tornasse parte do recurso de apelação.
Depois que os modernos tribunais americanos começaram a usar estenógrafos judiciais para criar transcrições escritas precisas, abrangentes e textuais de seus processos, advogados e juízes reconheceram que as exceções eram desnecessárias porque a própria objeção e o contexto do registro são, na verdade, todos elementos importantes que o tribunal de apelação precisa para resolver um problema em disputa. A partir da década de 1930, as exceções foram abolidas nos tribunais federais e também em muitos tribunais estaduais. Por exemplo, a Califórnia, tecnicamente, não aboliu as exceções, mas simplesmente as tornou supérfluas, simplesmente tratando quase todas as decisões do julgamento como automaticamente inclusas na apelação. Assim, em quase todos os tribunais dos Estados Unidos, agora é suficiente que a objeção tenha sido feita claramente nos autos. 

## Objeção continuada
Uma objeção continuada é aquela em que o advogado faz a uma série de perguntas sobre um ponto específico do julgamento. É denominada como continuada pois a nulidade levantada pelo advogado persiste, ainda que não tenha sido reconhecida pelo magistrado. Assim, o advogado mantém a objeção, a qual prossegue, mas sem a necessidade de ser levantada de forma persistente pelo advogado. Ela pode ser feita, a critério do tribunal, para preservar uma questão para a apelação sem distrair o júri ou juiz com uma objeção a todas as questões. Uma objeção continuada é feita quando a própria objeção é rejeitada, mas o juiz permite uma objeção silenciosa e continuada até aquele ponto, de modo que hajam menos interrupções. Um exemplo disso é quando um advogado pode ser considerado negligente por não se opor a uma determinada linha de questionamento, mas que teve suas objeções anteriores rejeitadas .

## Lista de objeções
As razões adequadas para questionar determinada testemunha ou pergunta, incluem :
- Ambíguo, confuso, enganoso, vago ou ininteligível : a pergunta apresentada não é clara e precisa o suficiente para que a testemunha possa responder adequadamente.
- Discutindo a lei : o advogado está instruindo o júri sobre a aplicação da lei.
- Argumentativo[10]: a pergunta apresenta um argumento ao invés de servir de base para o questionamento do interrogado .
- Perguntado e respondido: quando o advogado reitera uma pergunta para a qual o depoente já tenha dado uma resposta. Normalmente, pode ocorrer durante um "exame direto", ou seja quando o advogado apresenta questionamento a sua própria testemunha.
- Desafio para a causa: se o advogado da parte adversa fizer certa pergunta durante o processo de seleção do grande júri.
- Solicita ao júri que julgue antecipadamente as provas: o grande júri não pode se comprometer a votar de determinada forma, mesmo que certos fatos tenham sido provados.
- Pressupõe fatos que não estão entre as evidências apresentadas : a questão apresentada pelo advogado pressupõe algo como verdadeiro, todavia, sem que tal fato seja baseado nas evidências apresentadas.
- Badgering (provocar a testemunha): A testemunha está sendo confrontada a apresentar uma resposta. Ocorre quando são realizadas várias perguntas a testemunha, sem que ela possa responder ou quando estiver sendo indevidamente objeto de  zombarias por parte daquele que a estiver questionando.
- Regra da melhor evidência[11] (considera que a prova original possui valor probatório superior a provas derivadas dessa): requer que a fonte original da evidência seja apresentada, se disponível; por exemplo, em vez de perguntar a uma testemunha sobre o conteúdo de um documento, o documento real deve ser apresentado como prova. Um documento original completo deve ser apresentado como prova em vez de sua cópia, mas os juízes geralmente permitem que sejam apresentadas cópias se não houver disputa sobre a autenticidade de tal documento.[12]
- Além do objeto: Uma pergunta feita durante o interrogatório deve estar dentro do objeto do ato judicial.
- Exige uma conclusão[13]: quando a pergunta exige uma opinião da testemunha, ao invés de questionar simplesmente os fatos.
- Especulação[14]: a pergunta faz com que a testemunha especule o que poderia ter acontecido, ao invés de  simplesmente aconteceu (fatos ocorridos).
- Pergunta composta[15] : várias perguntas feitas em conjunto, ao invés de apenas uma pergunta, podendo, confundir a testemunha.
- O advogado está testemunhando : esta objeção é usada quando o advogado está "induzindo" ou "argumentando" ou "presumindo fatos não evidentes".
- Foundation[16]: a questão diz respeito a situações ou fatos sobre as quais o conhecimento pessoal ou capacidade da testemunha ainda não foram devidamente definidos.
- Hearsay (Boato)[17]: Uma declaração realizada fora do processo (extrajudicial) está sendo utilizada como prova em si mesma. No entanto, existem várias exceções  a tal regra, na maioria dos sistemas jurídicos.
- Incompetente: a testemunha não está qualificada para responder à pergunta.
- Inflamatório: a pergunta busca induzir um pré-julgamento.
- Irrelevante[18] ou imaterial : a questão levantada não é sobre o objeto da prova no julgamento.
- Pergunta introdutória[19]: a pergunta implicitamente sugere uma resposta à testemunha. Perguntas dessa natureza são permitidas se o advogado que conduz o testemunho tiver recebido permissão para tratar a testemunha como uma "testemunha hostil" (hostile witness). Perguntas indiretas também são permitidas no interrogatório, já que as testemunhas convocadas pela parte contrária são consideradas hostis.
- Deturpa a evidência / cita erroneamente a testemunha / caracterização imprópria da evidência : esta objeção é normalmente rejeitada, mas pode ser usada para indicar um problema para a testemunha, para o juiz da causa ou para o júri.
- Narrativa : a pergunta pede à testemunha que conte uma história, ao invés de narrar fatos específicos. Essa objeção nem sempre é adequada, mesmo quando a pergunta feita exige uma  resposta narrativa, visto que o testemunho narrativo pode ser exigido ou preferido devido às circunstâncias do caso.
- Privilégio[20] : a testemunha pode ser protegida por lei de responder à pergunta.

Algumas das objeções anteriores narradas também podem ser aplicadas a resposta dada pela testemunha, particularmente um hearsey (boato), privilégio e em caso de relevância. Uma objeção à forma - ao enunciado de uma pergunta, e não ao seu assunto - não é em si um motivo de objeção distinta, mas uma categoria que inclui outras objeções em si mesma. As regras do tribunal variam quanto a se uma "objeção à forma", por si só, preserva a objeção nos autos ou se  requer especificações adicionais. 
As razões adequadas para contestar as evidências materiais incluem :
- Regra da melhor evidência[23] ou evidência de hearsay (boato):  requer que a fonte original de evidência seja apresentada, quando  disponível. No entanto, alguns documentos são considerados como dotados de fé pública, nos termos da Rule 902: como (1) documentos públicos nacionais com selo, (2) documentos públicos nacionais não selados, mas com a assinatura de um funcionário público, (3) documentos públicos estrangeiros, ( 4) cópias autenticadas de registros públicos, (5) publicações oficiais, (6) jornais e periódicos, (7) inscrições comerciais e semelhantes, (8) documentos reconhecidos (ou seja, por um notário público), (9) papel comercial e documentos relacionados, (10) presunções segundo as Leis do Congresso, (11) registros nacionais certificados de atividades conduzidas regularmente, (12) registros estrangeiros certificados de atividades conduzidas regularmente. [24]
- Fruto da árvore venenosa [25]: as provas foram obtidas ilegalmente, ou os métodos de investigação que levaram à sua descoberta eram ilegais. Essa regra pode ser contornada pela regra da descoberta inevitável, ou seja, se muito provável a possibilidade de que determinada prova seria descoberta em algum momento ao longo das investigações, mesmo que ilícita, deverá ser considerada admissível.
- Incompleto: quando a parte adversa, no processo, apresenta apenas somente a parte da escrita da evidência (conversa, ato ou declaração), mas, fora de contexto. De acordo com a regra de evidência, tal prova pode ser completada por elementos adicionais[26]. Se quaisquer documentos forem apresentados para revisão, o juiz e a outra parte têm direito a uma cópia completa e não parcial do documento. Quando é apresentado a uma testemunha um documento surpresa, ela deve ser capaz de estudá-lo antes de responder a qualquer pergunta.
- Falta de fundamento: a evidência carece de testemunho quanto à sua autenticidade ou a sua fonte.
- Mais prejudicial do que probatório : De acordo com a Regra Federal de Provas 403, um juiz tem o poder de excluir provas se "seu valor probatório for substancialmente superado pelo perigo de preconceito injusto, confusão das questões ou enganar o júri." Ou seja, quando puder causar mais dano a parte do que favorecê-la processualmente.

Os motivos adequados para contestar a resposta de uma testemunha incluem, mas não estão limitados (rol exemplificativo) a:
- Narrativa : a testemunha está contando uma história em resposta a uma pergunta que não exige uma história. Nem todas as respostas das testemunhas são suscetíveis a essa objeção, já que as perguntas podem e muitas vezes exigem uma resposta narrativa, especialmente no exame direto.
- Não responsivo : a resposta da testemunha constitui uma resposta a uma pergunta diferente da que foi formulada, ou então nenhuma resposta adequada foi dada.
- Nothing pending: a testemunha continua falando sobre assuntos irrelevantes para a questão. Por exemplo, um advogado que pergunta: "Sua mãe ligou?" e obtiver a resposta: "Sim, ela ligou às 3:00 ", pode contestar a última parte. Os advogados podem usar essa objeção seletivamente (para evitar irritar a corte) quando uma testemunha adiciona comentários desnecessários às respostas.

## Objeção verbal
Uma objeção levantada por um advogado e cuja finalidade se encontra além dos seus meros efeitos processuais normais, de, por exemplo, evitar determinada pergunta ou impedir um testemunho, é conhecida como uma objeção verbal  . Os tribunais normalmente desencorajam esses tipos de objeções e podem puní-los quando atrapalham o processo, seja atrasando o mesmo ou incluindo elementos não probatórios aos autos. As Regras Federais de Processo Civil exigem que as objeções durante um depoimento sejam declaradas "de forma concisa, de maneira não argumentativa e não sugestiva". No entanto, fazer tais objeções é algo comum e, por vezes, é usado com cautela para induzir uma objeção sem antecedentes jurídicos próprios. 